# Bartolomeo D'Albertis
Bartolomeo D'Albertis (Voltri, 1840 – maggio 1937) è stato un imprenditore italiano.

## Biografia
Era figlio di Filippo D'Albertis e di Violantina Giusti, fratello del Capitano Enrico Alberto d'Albertis, navigatore, e cugino di Luigi Maria d'Albertis, esploratore.
Si laureò in Ingegneria a Liegi ed all'età di 24 anni sposò la belga Elisabetta Louest. A Genova e Voltri continuò e sviluppò le attività tradizionali della famiglia nelle industrie della carta, dei mulini e della lana, con opifici nella valle del Leira. La Filatura di Lana Pettinata di Voltri si specializzò in filati per drapperia, maglieria, calzetteria e scialleria:Nal 1975 Voltri era una delle sei sole località in Italia  dove si produceva filato di lana pettinato molto più pregiato rispetto al cardato.. e nel 1896 fu ceduta ai Bona.
Intorno al 1870 Bartolomeo d'Albertis acquistò possedimenti di proprietà Centurione nella collina di Crevari, trasformando la Villa in quella che ancor oggi è la Villa d'Albertis. 

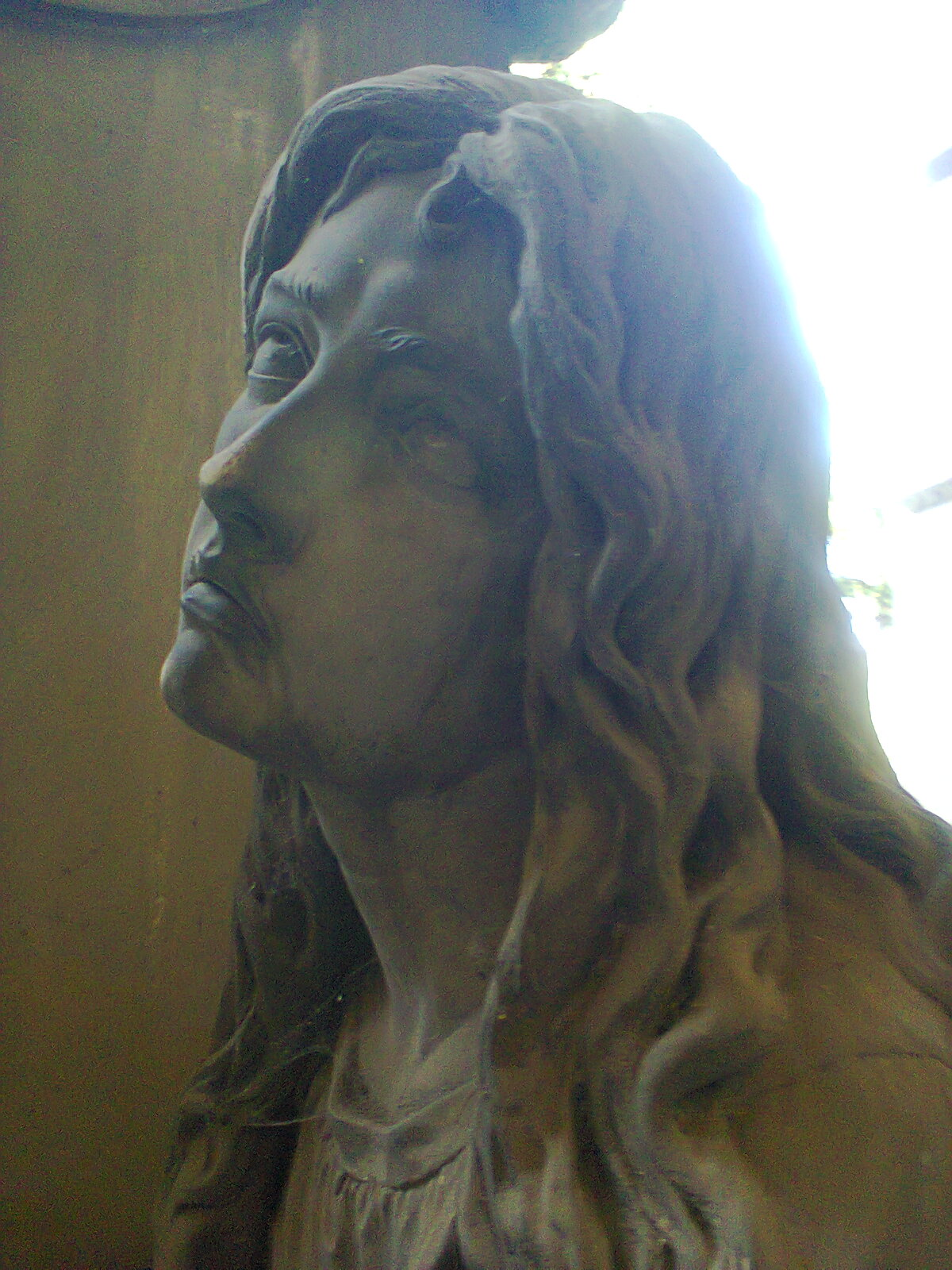
Cimitero di Staglieno: tomba della famiglia d'Albertis

La famiglia d'Albertis svolse un ruolo importante nel mondo culturale genovese, molto aperto ad esperienze internazionali: con il fratello Enrico Alberto fu tra i primi a rendersi conto dell'importanza paleontologica della Caverna delle fate a Finale Ligure. Fu autore di un'opera in versi intitolata Albertiade con la storia della famiglia D'Albertis dal XVI al XX secolo e di una raccolta di Impressioni poetiche, con sonetti e altre poesie composte per tutto l'arco della sua vita sino al 1923, che si possono leggere a Genova  nella Biblioteca civica Berio.In una miscellanea postuma, con poesie anche in dialetto genovese fu pubblicata con il nome Barmeo d'Albertis. Morì nel maggio del 1937 ed è sepolto a Genova nel Cimitero di Staglieno.